# Baiʿa

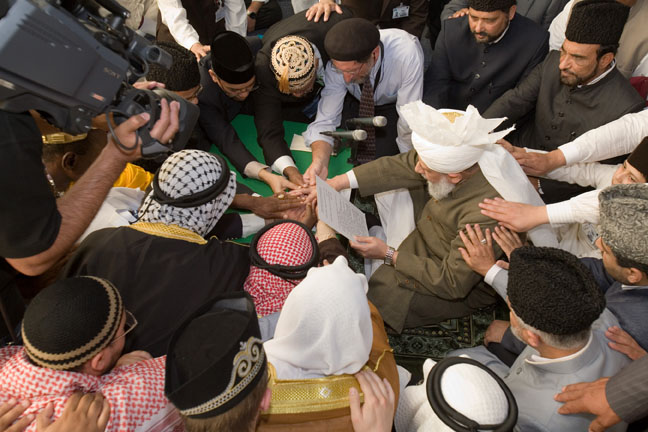
Baiʿa bei der Ahmadiyya Muslim Jamaat

Baiʿa (arabisch بيعة, DMG baiʿa) ist ein politisches Ritual des Islam, bei dem eine einzelne Person oder eine Gruppe von Menschen einem Herrscher die Gefolgschaft und Loyalität verspricht. Vorbild ist hierbei das Gefolgschaftsversprechen der ersten Muslime gegenüber dem Propheten Mohammed. In vielen Punkten entspricht die Baiʿa dem Treueid beziehungsweise der Huldigung der abendländischen politischen Kultur. 
Die Baiʿa wurde als Ritual aus der altarabischen Stammesgesellschaft übernommen. In unsicheren, von vielen Gefahren geprägten Verhältnissen hing viel davon ab, Zerwürfnissen innerhalb der Stammesgesellschaft zuvorzukommen. Durch die Baiʿa wurde klargestellt, wem die Führung der tribalen Gemeinschaft gebührte und wer die betreffende Person als Anführer anerkannte. Im Gegenzug war auch der Anführer seinen Gefolgsleuten gegenüber zum persönlichen Einsatz verpflichtet. Wenn er seinen Pflichten als Anführer nicht nachkam, brauchten sich seine Gefolgsleute nicht mehr an ihre Baiʿa gebunden zu fühlen.
Diese Verfahren fanden Eingang in den Islam. Mohammed ließ zu verschiedenen Zeitpunkten seine Anhänger die Baiʿa leisten, so zum Beispiel bei den beiden ʿAqaba-Treffen von 621 und 622 die baiʿat an-nisāʾ („Treueid der Frauen“) und die baiʿat al-ḥarb („Treueid des Krieges“) sowie später die baiʿat ar-ridwān (den „gottgefälligen Treueid“). Von letzterer berichtet die islamische Tradition in Anknüpfung an den Koran (vgl. Sure 48:18), dass die Gläubigen sie dem Propheten unter einem Baum bei Hudaibiya leisteten.
Über die gesamte islamische Geschichte blieb die Baiʿa eines der wichtigsten politischen Rituale. Insbesondere die Kalifen ließen sich am Anfang ihrer Herrschaft die baiʿa leisten, um auf diese Weise ihre Untertanen in ein Vertragsverhältnis zu bringen und umgekehrt schnell herauszufinden, welche Personen ihre Führung nicht anerkannten und damit gefährlich waren.
Auch in verschiedene Sufi-Orden hat das Baiʿa-Ritual Eingang gefunden: hier leistet der Adept (Murīd) den Treueid auf den Scheich. Bei der Ahmadiyya Muslim Jamaat wird die Bai'at heute auf den Khalifat ul-Massih geleistet.